# Asu no Yoichi!
Asu no Yoichi! (明日のよいち!) és una sèrie de manga japonès escrita i il·lustrada per Yū Minamoto. Fou serialitzada en Monthly Shōnen Champion des d'octubre del 2006.
Està sent adaptat a anime per AIC el llançament serà en TBS el 8 de gener de 2009.

## Personatges
- Yoichi Karasuma (烏丸 よいち, Karasuma Yoichi) és un estudiant de segon any d'escola secundària que també és un jove espadatxin i s'ha allunyat de la seva vida en la muntanya per viure amb els Ikarugas a la ciutat. És una persona molt activa que gaudeix de forma activa les arts marcials amb l'esgrima en particular. Degut a la seua primera infància a les muntanyes amb el seu pare, de no coneix les actuals costums al Japó o com actuar davant una xica. Ell és molt honorable, però degut a constants malentesos, lbuki, en particular, l'ataca constantment sota el supòsit que havia fet quelcom pervertit. Usa normalment una bata japonesa i una espasa de fusta. Ell és lliure de carregador en un Dojo Ikaruga i és un estudiant de l'espasa Kamikaze. Assisteix a l'institut privat Yoku-Ryou Gakuen amb lbuki i Ayame, i en la mateixa classe que lbuki i Washizu. Recentment es va veure obligat a unir-se al Club d'Actuació Teatral, i va ser inicialment vinculat a interpretar amb lbuki al principal heroi i a l'heroïna d'un romanç. Però Ayame assumeix el paper d'Ibuki més tard, per poder apropar-se a Yoichi. Actor de veu: Nobuhiko Okamoto

- Ibuki Ikaruga (斑鳩 いぶき, Ikaruga Ibuki) és una estudiant de segon any d'escola secundària que es converteix en un autonomenada cap de la família Ikaruga. Ella es converteix en una figura materna per la família Ikaruga des que els seus pares se'n van a l'estranger en una edat primerenca. Secretament li agrada Yoichi, però és la primera a atacar-li a causa dels nombrosos fenòmens inusuals, que generalment es refereixen a altres xiques. Ella és assistenta de l'instructor del Dojo Ikaruga, l'ensenyant l'ús de l'espasa Ukiha Kamikaze. Només hi ha 5 estudiants en el seu dojo, degut a la seua naturalesa violenta. Tanmateix, tracta els nens en una moda materna. Actriu de veu: Rina Satou

- Ayame Ikaruga (斑鳩 あやめ, Ikaruga Ayame), una estudiant de primer any en l'escola secundària, és la germana xicoteta de lbuki. Ella té una tímida, personalitat tsundere i és molt conscient dels seus xics pits en comparació als dels seus germans. Es va prendre un temps perquè li agradara romànticament Yoichi i ella tracta d'ajudar-lo a vegades dient que no té cap raó especial. Ella és dolenta amb les tasques de la llar en general. Actriu de veu: Haruka Tomatsu